# Christian Doppler

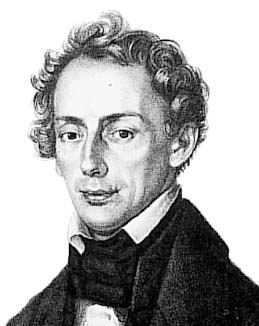
Christian Doppler, Porträtzeichnung

Christian Andreas Doppler (* 29. November 1803 in Salzburg; † 17. März 1853 in Venedig) war ein österreichischer Mathematiker und Physiker. Er ist durch den nach ihm benannten Doppler-Effekt und die Dopplertemperatur bekannt geworden.

## Leben

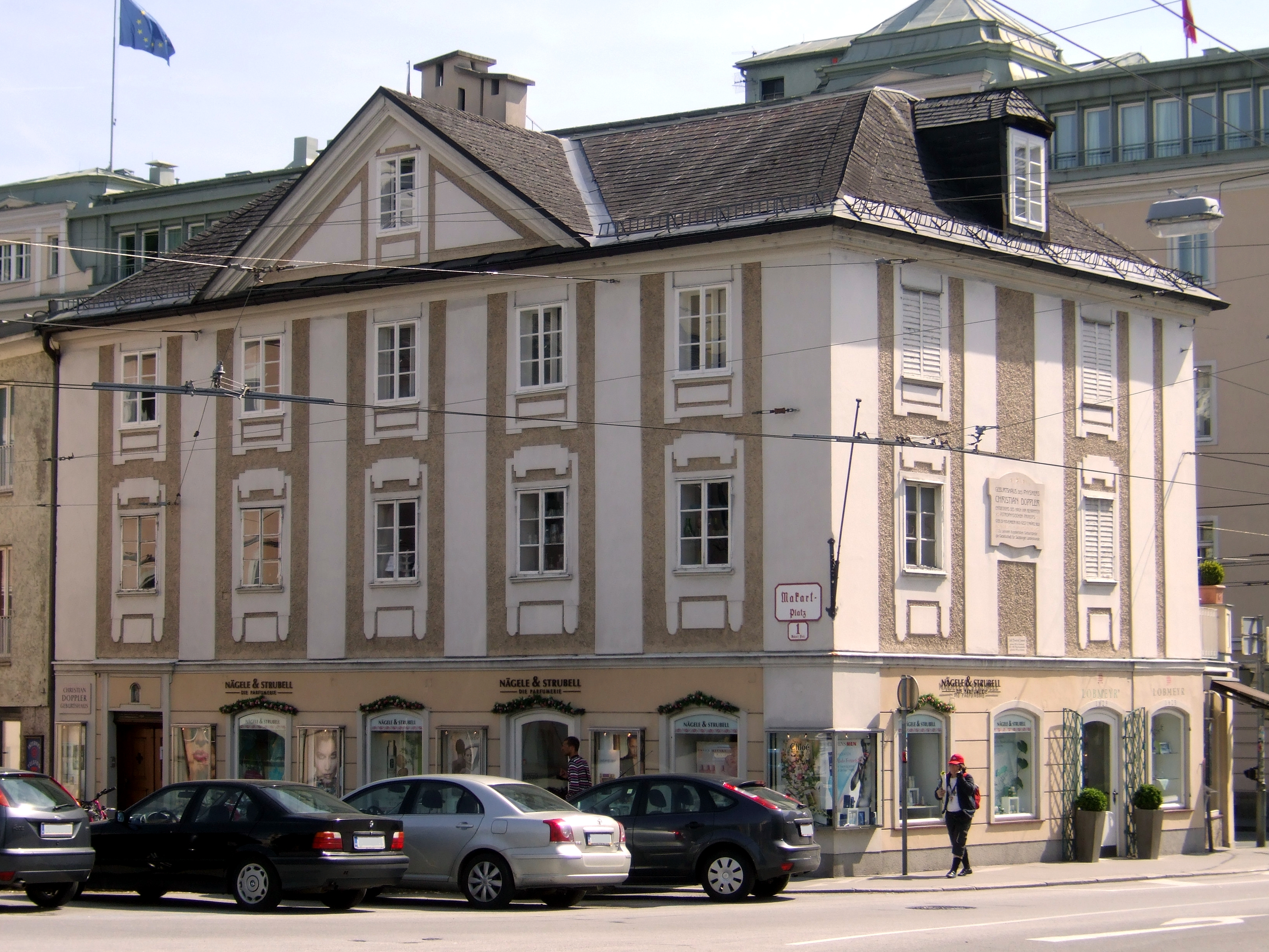
Christian-Doppler-Geburtshaus (Salzburg, Makartplatz 1)

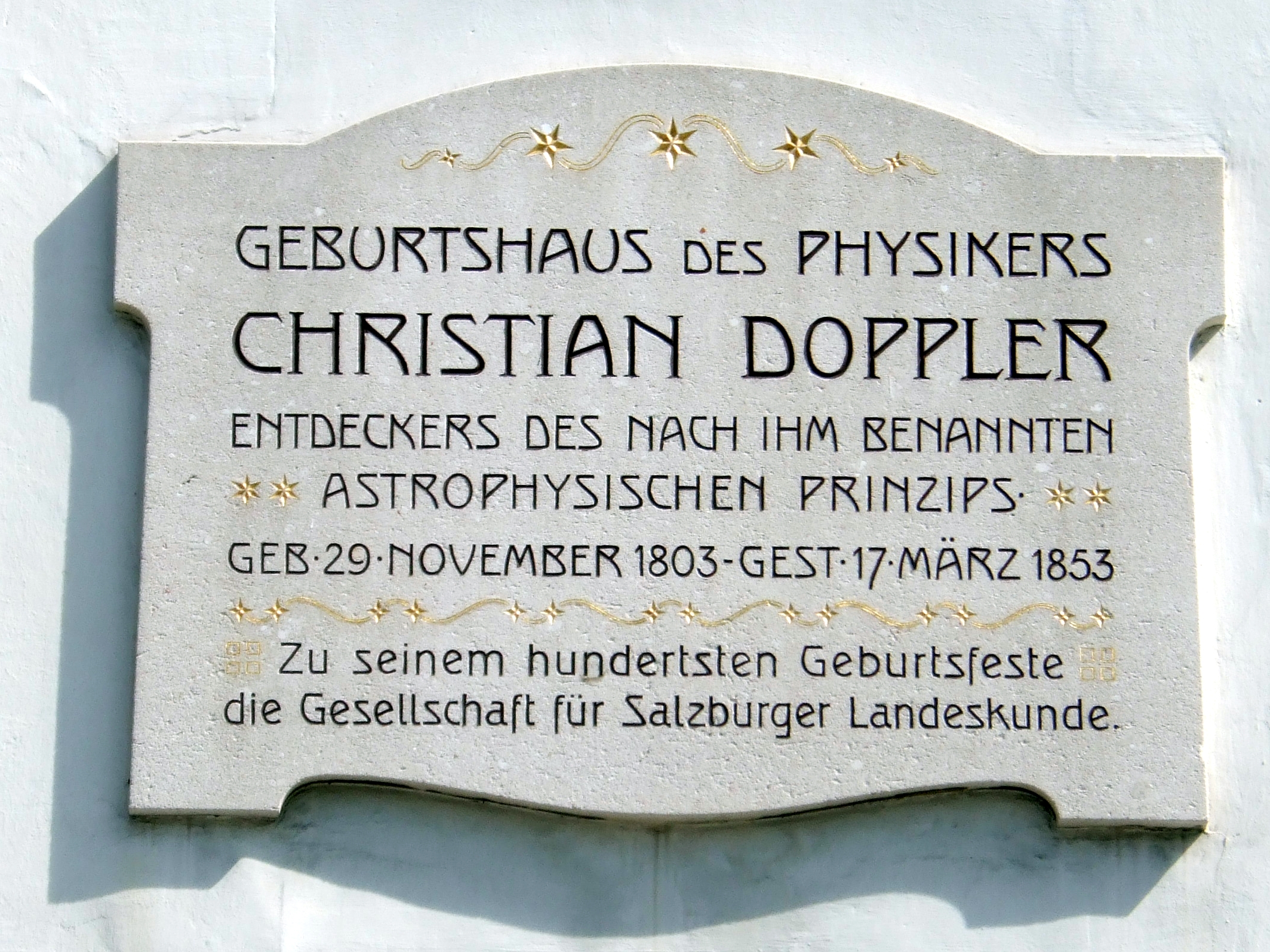
Gedenktafel an Dopplers Geburtshaus

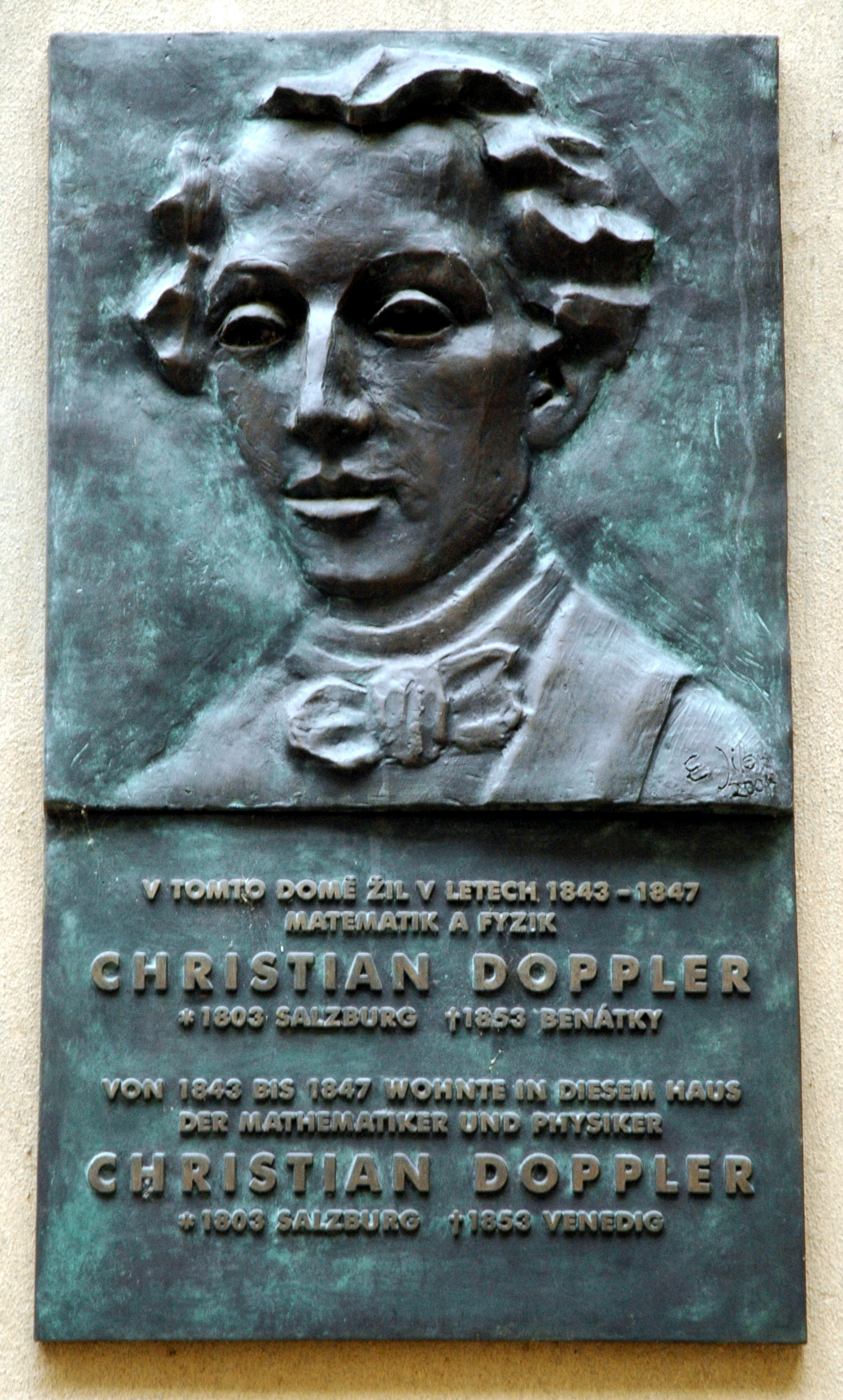
Gedenktafel an die Zeit, in der er an der österreichischen Karl-Ferdinands-Universität lehrte und im Hause U Obecního dvora 7 in Prag lebte

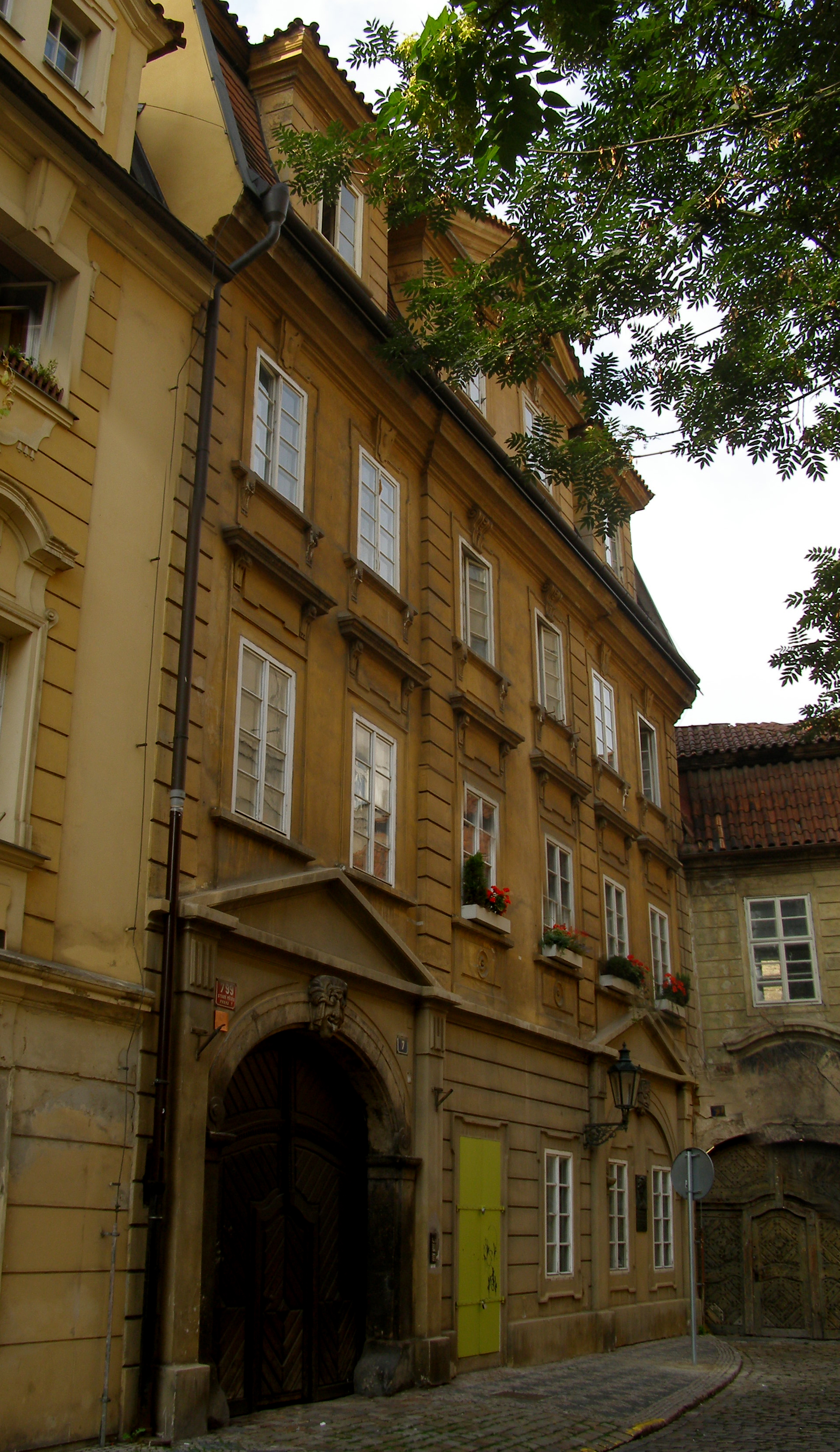
Dopplers Wohnhaus in Prag

Christian Doppler wurde 1803 in Salzburg als Sohn des Steinmetzmeisters Johann Evangelist Doppler und seiner Ehefrau Theresia geb. Seeleuthner geboren. Wegen seiner schwachen körperlichen Konstitution war Christian Doppler selbst jedoch den Anforderungen dieses Berufs nicht gewachsen und studierte am Polytechnischen Institut Wien Mathematik und Physik sowie Philosophie an der Universität Salzburg. Ab 1829 arbeitete er als Assistent am Polytechnischen Institut Wien und veröffentlichte seine ersten Publikationen. Ab 1835 lehrte er an einer Realschule in Prag und später am Prager Polytechnischen Institut (etwa im Rang einer heutigen Fachhochschule) Mathematik und Physik. 1840 wurde er außerordentliches Mitglied der Königlich Böhmischen Gesellschaft der Wissenschaften. Er wurde am 6. März 1841 von Franz Joseph I. zum Ordentlichen Professor der „Elementar-Mathematik und practischen Geometrie“ an der ständisch-technischen Lehranstalt zu Prag (Prager Polytechnisches Institut) ernannt.
In seiner Zeit als Professor publizierte er in Prag mehr als 50 wissenschaftliche Arbeiten über Physik, Mathematik und Astronomie. Sein Hauptwerk, Über das farbige Licht der Doppelsterne und einiger anderer Gestirne des Himmels, verlas er am 25. Mai 1842 vor der Königlich Böhmischen Gesellschaft der Wissenschaften. Seine Hypothese, Farbunterschiede von Doppelsternen beruhten auf der Entfernungsänderung während der Lichtaussendung, war schon nach dem damaligen Kenntnisstand der Astronomen unhaltbar – dazu ist die Sternbewegung viel zu langsam. Sein Bemühen um Anerkennung führte aber zum baldigen experimentellen Nachweis des akustischen, nach ihm Doppler-Effekt benannten Phänomens – die ersten Dampflokomotiven waren dafür gerade schnell genug –, sodass sein Name mit dem Effekt verbunden blieb.
Im Zuge der Wirren um die Märzrevolution 1848 zog er mit seiner Familie nach Wien und wurde 1850 von Kaiser Franz Joseph I. zum Direktor des Physikalischen Instituts der Universität Wien berufen. Er war der erste Professor für Experimentalphysik in Altösterreich. Bei seiner beruflichen Tätigkeit wurde Doppler stets von seiner hochintelligenten Frau Mathilde unterstützt.
1853 starb Doppler im damals zum Kaisertum Österreich zählenden Venedig; in das milde Klima der Stadt war er 1852 wegen seiner Staublungenerkrankung ausgewichen. Im Friedhof von San Michele befindet sich am Eingang eine Gedenktafel, sein tatsächliches Grab auf diesem Friedhof ist aber nicht mehr bekannt.

## Familie

Familie (1844)

Am 11. April 1836 vermählte sich Doppler in der Pfarrkirche Mülln mit Mathilde Sturm (1813–1874), der zehn Jahre jüngeren Tochter eines Salzburger Goldschmieds. Das Ehepaar bekam zwischen 1837 und 1844 fünf Kinder, die in Prag und Wien großgezogen wurden: Mathilde (1837–1913), Ludwig (1838–1906), Adolf (1840–1916), Berta (1843–1904) und Hermann (1844–1881).

## Ehrungen
An seinem 100. Geburtstag wurde an seinem Salzburger Geburts- und Wohnhaus gegenüber dem Salzburger Landestheater eine Gedenktafel angebracht, die von seinem Großneffen, dem Steinmetzmeister Johann Doppler, angefertigt worden war.

„Am 29. November waren es 100 Jahre, daß der berühmte Mathematiker und Physiker Christian Doppler in Salzburg geboren wurde. Der Verein für Salzburger Landeskunde nahm diesen Gedenktag zum Anlasse, dem Andenken des gefeierten Gelehrten eine Gedenktafel zu widmen, die vorgestern vormittags 11 Uhr enthüllt wurde. Zu dieser Feier hatten sich u. a. eingefunden Se. Exzellenz Herr Landespräsident Saint Julien-Wallsee, Ihre Exzellenzen Minister a. D. Gandolf Graf Kuenburg und Freiherr v. Puthon, Landeshauptmann Dr. Schumacher, Bürgermeister Berger usw. […] Den Schluß der Feier bildete das ‚Bundeslied‘ von Mozart, das die Salzburger Liedertafel zum Vortrage brachte. Christian Doppler hat sich […] für alle Zeiten einen unvergänglichen Namen geschaffen.“

Eine Gedenktafel gab es in Wien schon länger. Der Christian-Doppler-Fonds soll Dopplers Namen und Wirken bekannter machen und Forschungsarbeiten zur Nutzung des Doppler-Effektes unterstützen.
Seit 1972 vergibt die Landesregierung von Salzburg den Christian-Doppler-Preis für wissenschaftliche und technische Leistungen und Erfindungen. Die Christian-Doppler-Forschungsgesellschaft (CDG) fungiert als Träger der Christian-Doppler-Labors, die an österreichischen Hochschulinstituten zur Förderung anwendungsorientierter Grundlagenforschung gegründet wurden.
In Salzburg gibt es ein Christian-Doppler-Gymnasium und die Christian-Doppler-Klinik (kurz CDK). Das Haus der Natur in Salzburg zeigt eine umfangreiche ständige Christian-Doppler-Schau. Auf der Rückseite des Mondes ist ein Krater nach Doppler benannt.
Anlässlich des 150-Jahre-Jubiläums der Entdeckung des Doppler-Effektes wurde 1992 von der Österreichischen Post die Sonderbriefmarke „150 Jahre Doppler-Prinzip“ herausgegeben.
Der am 28. August 1984 entdeckte Asteroid (3905) Doppler wurde 1996 nach ihm benannt. Das Advisory Committee on Antarctic Names benannte 1987 ihm zu Ehren den Doppler-Nunatak in der Antarktis.
Anlässlich seines 200. Geburtstages wurde 2003 in der Christian-Doppler-Klinik Salzburg eine Büste von ihm aufgestellt.
In Salzburg sind die Christian-Doppler-Straße nahe dem Christian-Doppler-Gymnasium und der Christian-Doppler-Platz vor dem Salzburger Flughafen nach ihm benannt.

## Werke

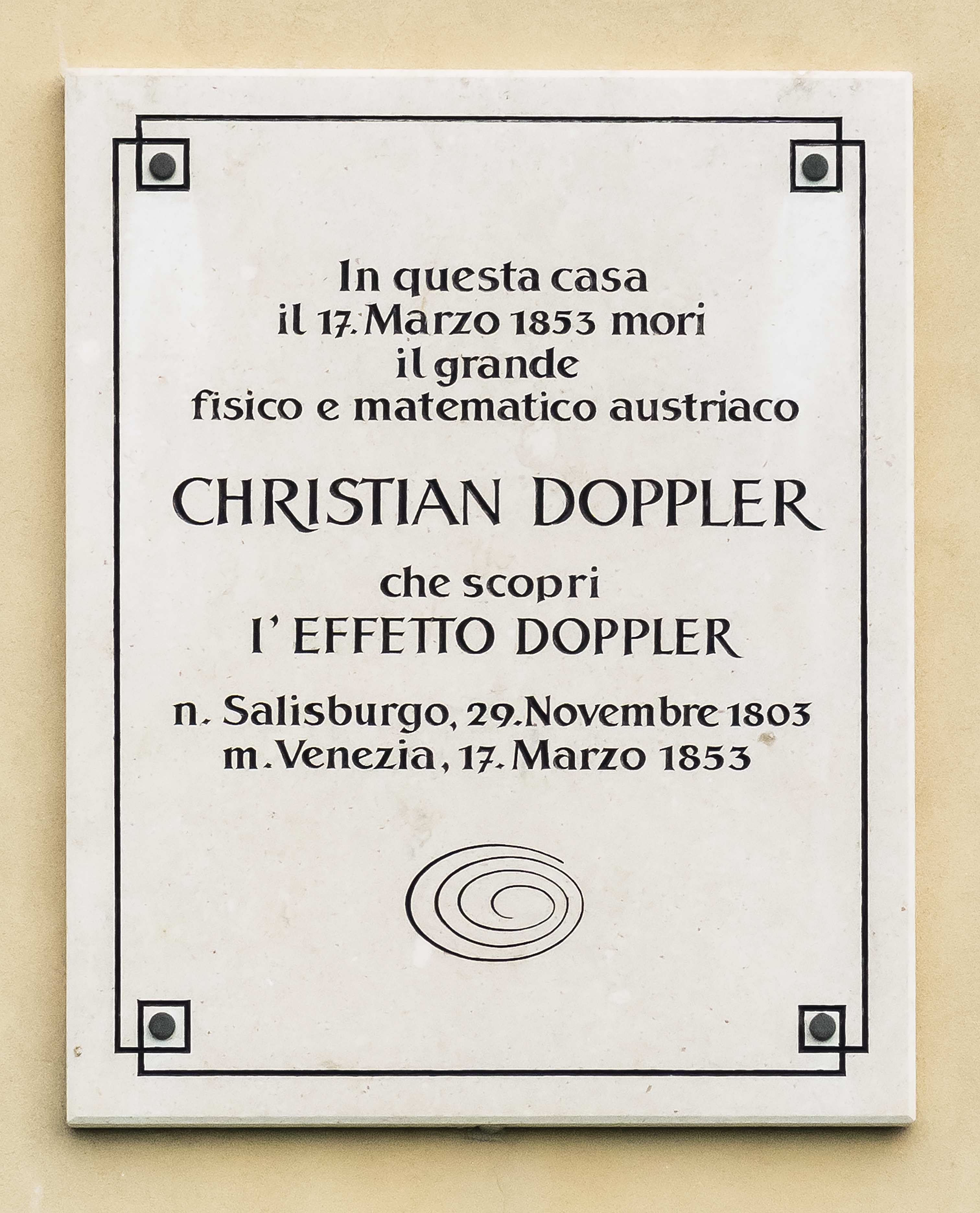
Gedenktafel an Christian Dopplers Sterbehaus in San Marco in Venedig

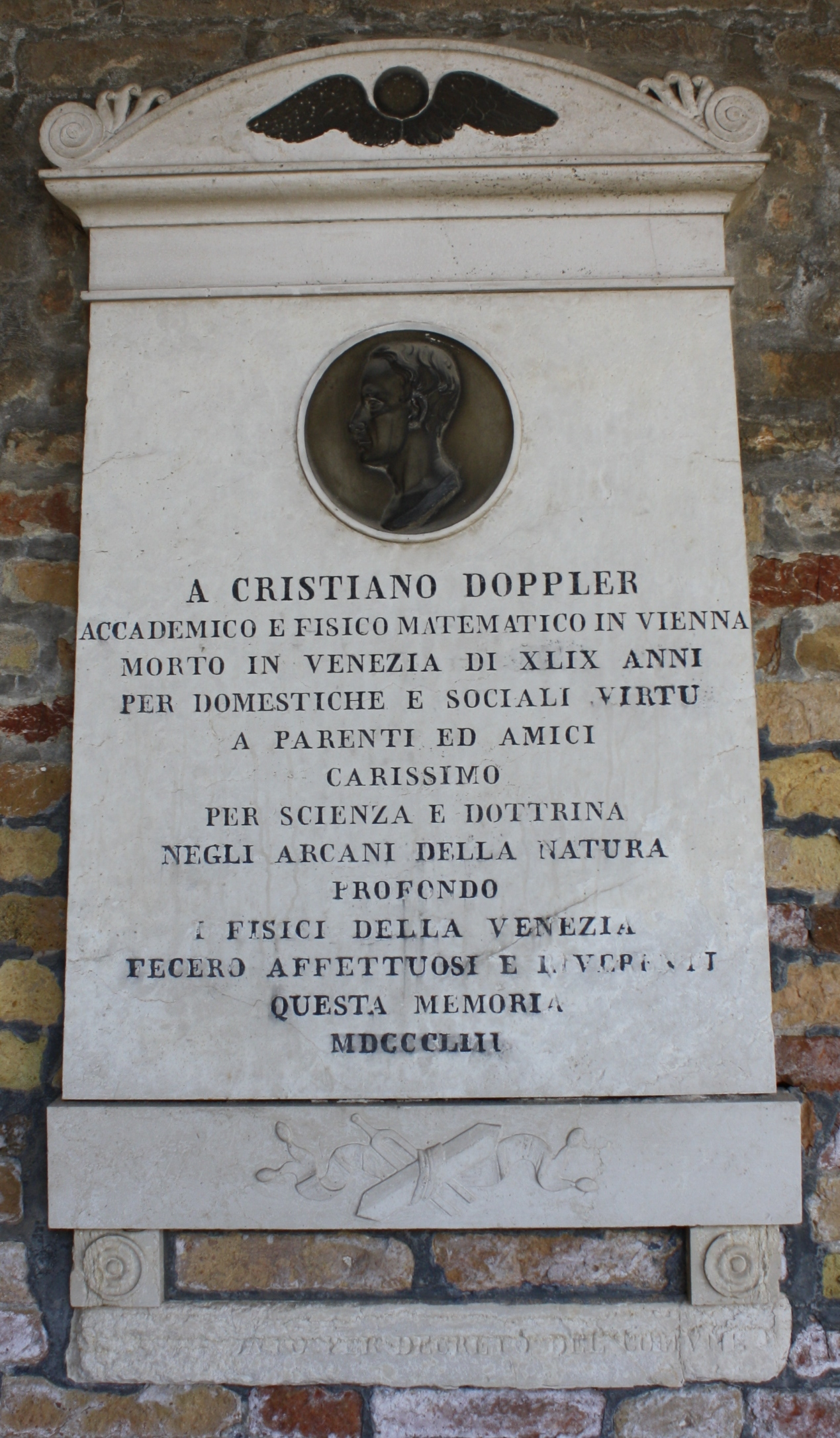
Gedenktafel auf dem Friedhof San Michele in Venedig

- Abhandlungen. Engelmann, Leipzig 1907 (Ostwalds Klassiker, Herausgeber Hendrik Antoon Lorentz) (Digitalisat).
- Schriften aus der Frühzeit der Astrophysik. Deutschmann, Frankfurt am Main 2000, ISBN 3-8171-3161-5. (Repr. d. Ausg. Leipzig 1907).
- Über das farbige Licht der Doppelsterne und einiger anderer Gestirne des Himmels. Abhandlungen der Böhmischen Gesellschaft der Wissenschaften, Reihe 5, Band 2, 1842, S. 465, und Separatdruck, Prag 1842.
  - von Doppler auf die Bewegung von Beobachter und Quelle erweitert in Annalen der Physik und Chemie, Band 68, 1846, S. 1–35.
- Über das farbige Licht der Doppelsterne und einiger anderer Gestirne des Himmels. (Neu herausgegeben von František Josef Studnička, Prag 1903). (Volltext online bei archive.org)
- Über eine wesentliche Verbesserung der katoptrischen Mikroskope. Borrosch & André, Prag 1845.